# Баржем
Барже́м (фр. Bargème) — коммуна на юго-востоке Франции, в кантоне Флейоск округа Драгиньян, департамент Вар, регион Прованс — Альпы — Лазурный берег. Входит в список «Самых красивых деревень Франции».
Площадь коммуны — 27,95 км², население — 126 человек (2006) с тенденцией к росту: 180 человек (2012), плотность населения — 6,4 чел/км².

## Население
Население коммуны в 2011 году составляло 167 человек, а в 2012 году — 180 человек.
| 1962 | 1968 | 1975 | 1982 | 1990 | 1999 | 2006 | 2007 | 2011 | 2012 |
| ---- | ---- | ---- | ---- | ---- | ---- | ---- | ---- | ---- | ---- |
| 58   | 61   | 77   | 74   | 85   | 115  | 126  | 140  | 167  | 180  |

Динамика населения:

## Экономика
В 2010 году из 95 человек трудоспособного возраста (от 15 до 64 лет) 74 были экономически активными, 21 — неактивными (показатель активности 77,9 %, в 1999 году — 68,8 %). Из 74 активных трудоспособных жителей работали 65 человек (41 мужчина и 24 женщины), 9 числились безработными (1 мужчина и 8 женщин). Среди 21 трудоспособных неактивных граждан 3 были учениками либо студентами, 11 — пенсионерами, а ещё 7 — были неактивны в силу других причин.
На протяжении 2010 года в коммуне числилось 61 облагаемое налогом домохозяйство, в котором проживало 115,0 человек. При этом медиана доходов составила 15 тысяч 375 евро на одного налогоплательщика.

## Достопримечательности
- Ворота коммуны
- Центральная улица
- Руины замка
- Церковь
- Мэрия